# Saint-Gatien-des-Bois
Saint-Gatien-des-Bois település Franciaországban, Calvados megyében. Lakosainak száma 1313 fő (2022. január 1.). Saint-Gatien-des-Bois Barneville-la-Bertran, Bonneville-sur-Touques, Canapville, Cricquebœuf, Englesqueville-en-Auge, Équemauville, Fourneville, Gonneville-sur-Honfleur, Pennedepie, Saint-Benoît-d’Hébertot, Saint-Martin-aux-Chartrains, Surville, Le Theil-en-Auge, Touques, Tourville-en-Auge, Trouville-sur-Mer, Vieux-Bourg és Pont-l'Évêque községekkel határos.

## Népesség
A település népessége az elmúlt években az alábbi módon változott:
| Lakosok száma | 807  | 1054 | 1182 | 1312 | 1288 | 1267 | 1314 | 1352 | 1345 | 1313 |
|               | 1968 | 1982 | 1990 | 2006 | 2013 | 2015 | 2017 | 2019 | 2020 | 2022 |